# Andrei Ion Negru
Andrei Ion Negru (n. 17 august 1934 la Chișinău – d. 1996 la Chișinău). Andrei Ion Negru a fost un inginer, doctor în științe tehnice, traducător, director al firmei "Moldagroinformreclama", absolvent al Institutului de Aviație din Moscova, membru PCUS. A lucrat la  instituții din Moscova, la Academia de științe din Chișinău, la Asociația de vinificație "Ialoveni", la catedra de statistică a Academiei de studii economice.

## Opera în biblioteci
- Biblioteca națională a Republicii Moldova[nefuncțională]